# Nointel, Val-d'Oise
Nointel är en kommun i departementet Val-d'Oise i regionen Île-de-France i norra Frankrike. Kommunen ligger i kantonen Beaumont-sur-Oise som tillhör arrondissementet Pontoise. År 2022 hade Nointel 887 invånare.

## Befolkningsutveckling
Antalet invånare i kommunen Nointel
| Referens: INSEE |